# Sở Hùng Ngạc
Sở Hùng Ngạc (chữ Hán: 楚熊咢; trị vì: 799 TCN-791 TCN), tên thật là Hùng Ngạc (熊咢) hay Mị Ngạc (羋咢), là vị vua thứ 16 của nước Sở - chư hầu nhà Chu trong lịch sử Trung Quốc.
Ông là con trai của Sở Hùng Tuân, vua thứ 15 của nước Sở. Năm 799 TCN, Sở Hùng Tuấn chết, Hùng Ngạc lên nối ngôi.
Sử ký không ghi rõ những hành trạng của ông trong thời gian ở ngôi.
Năm 791 TCN, Hùng Ngạc mất. Ông ở ngôi 9 năm. Em là Hùng Nghi kế vị, tức là Sở Nhược Ngao.